# 艾达·恰纳耶娃
艾达·弗拉迪米洛芙娜·恰纳耶娃（俄语：Аида Владимировна Шанаева，1986年4月22日—），生于弗拉季卡夫卡兹，俄罗斯女子击剑运动员，主攻花剑。她曾参加2008年、2012年和2016年三届奥运，其中在2008年北京奥运收获一枚金牌，在2012年伦敦奥运收获一枚银牌。